# Strzelec wyborowy (film 2021)
Strzelec wyborowy (ang. The Marksman) – amerykański film akcji z 2021 roku w reżyserii Roberta Lorenza. W głównych rolach wystąpili Liam Neeson, Katheryn Winnick i Jacob Perez. Film miał premierę 14 stycznia 2021 roku.

## Fabuła
Jim Hanson, weteran wojenny mieszka na granicy stanu Arizona z Meksykiem i pomaga służbom w wyłapywaniu nielegalnych imigrantów. W trakcie jednego z patrolów na jego oczach przez barierę przechodzi kobieta z dzieckiem, których śladem podąża niebezpieczny meksykański kartel. W strzelaninie życie traci matka chłopca, którego następnie Jim postanawia obronić przed ścigającymi go zabójcami.

## Obsada
- Liam Neeson jako Jim Hanson
- Jacob Perez jako Miguel
- Katheryn Winnick jako Sarah
- Teresa Ruiz jako Rosa
- Juan Pablo Raba jako Maurico
- Dylan Kenin jako Randall
- Luce Rains jako Everett Crawford[1]

## Odbiór

### Reakcja krytyków
Film spotkał się z negatywną reakcją krytyków. W agregatorze recenzji Rotten Tomatoes 39% z 108 recenzji uznano za pozytywne. Z kolei w agregatorze Metacritic średnia ważona ocen z 22 recenzji wyniosła 44 punktów na 100.